# Äspered, Göteborgs kommun
Äspered är en del av tätorten Angered och utgör ett område beläget söder om länsväg 190 i stadsdelsnämndsområdet Lärjedalen, Göteborgs kommun. Inom området ryms både ett industriområde och ett koloniområde. År 1990 klassade SCB området som småort, men området växte därefter samman med tätorten Angered.